# Торано-Кастелло
Торано-Кастелло (італ. Torano Castello, сиц. Turanu) — муніципалітет в Італії, у регіоні Калабрія,  провінція Козенца.
Торано-Кастелло розташоване на відстані близько 410 км на південний схід від Рима, 80 км на північний захід від Катандзаро, 24 км на північ від Козенци.
Населення — 4614 осіб (2014).
Щорічний фестиваль відбувається 3 лютого. Покровитель — святий Власій.

## Демографія
Населення за роками:

Станом на 1 січня 2023 року в муніципалітеті офіційно проживало 230 іноземців з 24 країн, серед них 58 громадян країн Євросоюзу та 5 громадян України.

## Сусідні муніципалітети
- Бізіньяно
- Черцето
- Латтарико
- Сан-Мартіно-ді-Фініта